# 구미인덕중학교
구미인덕중학교(龜尾仁德中學校)는 대한민국 경상북도 구미시 산동읍 인덕리에 있는 공립 중학교이다.

## 학교 연혁
- 2016년 8월 19일 : 교육부 설립인가(30학급)
- 2018년 2월 2일 : 교사 신축 공사 착공
- 2018년 8월 1일 : 구미인덕중학교 교명 선정
- 2019년 2월 25일 : 교사 신축 공사 준공
- 2019년 3월 1일 : 개교, 초대 오민환 교장 취임
- 2019년 3월 4일 : 제1회 입학식 1학년(159명), 전입학(2학년 71명, 3학년 29명/총 일반 11학급, 특수 1학급)
- 2019년 3월 4일 : 2019학년도 입학식(159명), 2,3학년 전입학(100명)
- 2019년 5월 10일 : 녹색건축인증(한국생산성본부인증원 2019.5.10.~2024.5.9.)
- 2019년 5월 21일 : BF인증-장애물 없는 생활환경(보건복지부장관, 국토교통부장관 2019.5.21.~2024.5.20.)
- 2019년 10월 24일 : 개교식 및 연서관(도서관) 개관
- 2020년 2월 12일 : 제1회 졸업식(30명, 졸업생 누계 30명)
- 2020년 2월 28일 : 창의융합과학실 구축
- 2020년 6월 19일 : 기술실 현대화사업 구축
- 2023년 9월 1일 : 제3대 하정남 교장 취임
- 2024년 2월 8일 : 제5회 졸업식(213명, 졸업생 누계 720명)
- 2024년 3월 4일 : 제6회 입학식(18학급 440명/총 일반 45학급, 특수 1학급)

## 참고 자료
- 구미인덕중학교 - 한국교육학술정보원 학교알리미